# Пуля для Джои
«Пуля для Джои» (англ. A Bullet for Joey) — фильм нуар режиссёра Льюиса Аллена, который вышел на экраны в 1955 году.
Фильм рассказывает о гангстере (Джордж Рафт), которого нанимает разведка иностранной державы, чтобы тот похитил из Канады крупного учёного-атомщика. Когда шпионская группа совершает серию убийств в Монреале, расследование поручается инспектору Королевской канадской конной полиции (Эдвард Г. Робинсон), который в итоге разоблачает планы врагов и уничтожает их при содействии гангстера, который в последний момент осознаёт ответственность перед своей страной.
Фильм относится к субжанру шпионских нуаров периода Холодной войны, к которому принадлежат также фильмы «Идти преступным путём» (1948), «Я был коммунистом для ФБР» (1951), «Вор» (1952) и «Происшествие на Саут-стрит» (1953).
Критика отмечала, что на содержание фильма серьёзный отпечаток наложила атмосфера Холодной войны и охоты на ведьм в американском обществе 1950-х годов, и, несмотря на присутствие целой группы звёзд, низко оценила художественные качества картины.

## Сюжет
Однажды утром в Монреале, выходя из дома на прогулку, физик-атомщик доктор Карл Маклин (Джордж Доленц) даёт монетку обезьянке шарманщика, который незаметно снимает учёного на вмонтированную в шарманку кинокамеру. Стоящий поблизости констебль замечает скрытую камеру и бросается в погоню за шарманщиком, догоняя и задерживая его в переулке. Однако, улучив момент, шарманщик бьёт констебля по голове, а затем забивает его до смерти. После этого шарманщик приезжает к своему боссу, владельцу магазина редких книг Эрику Хартману (Питер Ван Эйк), который возглавляет иностранную шпионскую группу, получившую задание похитить Карла и завладеть созданным им секретным оборудованием. Так как убийством констебля шарманщик поставил под угрозу всю операцию, Хартман убивает его. Инспектор Рауль Ледюк (Эдвард Г. Робинсон) и сержант Фред Харт (Питер Хансен) из Королевской канадской конной полиции приступают расследованию. Тем временем в Лиссабоне по указанию Хартмана некий виноторговец по имени Рафаэль Гарсия (Стивен Герей) выходит на бывшего гангстера Джои Виктора (Джордж Рафт), который был выслан властями из США и теперь влачит жалкое существование. Гарсия уговаривает Виктора похитить Карла и то, над чем он работает, взамен предлагая гонорар в 100 тысяч долларов, паспорт беженца на новое имя и билет до Монреаля, откуда тому будет проще вернуться в США после завершения дела. Инспектор Ледюк приглашает для беседы Карла, выясняя у него, что в день убийства констебля перед его домом играл шарманщик с обезьянкой. Инспектор вызывает для опознания всех шарманщиков в городе, однако среди них не оказывается того, которого видел Карл. Виктор прибывает в Монреаль, где под видом беженца устраивается жить у фермера Энтони Дюбуа (Анри Летондаль), который тайно работает на Хартмана. Для реализации плана похищения Виктор вызывает бывших членов своей банды: Морри (Джон Клифф) — из Чикаго, Ника Джоханнеса (Джозеф Витале) — из Мексики и Джека Аллена (Уильям Брайант) — из Лос-Анджелеса. Хартман сообщает Виктору всё, что ему удалось узнать об интересах и занятиях Карла. Выяснив у Хартмана, что Карл не женат и ни с кем не встречается, Виктор решает подставить учёному свою бывшую подружку Джойс Гири (Одри Тоттер). Джойс управляет модельным агентством в Гаване, она довольна своей нынешней жизнью и не хочет возвращаться в банду. Однако прибывший для разговора с ней Ник, угрожая рассказать кубинским властям о её криминальном прошлом, заставляет Джойс приехать в Канаду для участия в деле. На обочине шоссе полиция обнаруживает обнажённое обезображенное тело мужчины. По черепу жертвы криминалисты создают фотопортрет, а найденный на трупе волос, как выясняется, принадлежит обезьяне. Приглашенный на опознание Карл узнаёт по фотороботу шарманщика, и Ледюк понимает, что между двумя смертями существует связь.
Тем временем Виктор приказывает красавцу Джеку завести роман с 21-летней, непривлекательной секретаршей Карла, Ивонн Темблэй (Тони Герри), и выяснить у неё как можно больше о Карле. Джек знакомится с молодой девушкой в танцевальном клубе, после чего начинает за ней ухаживать. Тем же вечером появляется возмущённая Джойс, которая отказывается остаться на ферме с Виктором и селится в доме Хартмана и его жены Вивеки (Карен Верн). Вскоре в гольф-клубе Джойс знакомится с Карлом, и они быстро сближаются. Так как Джеку не удаётся разговорить Ивонн, Хартман и Виктор предлагают ему жениться на девушке, а затем бросить её после завершения дела. Однажды сестра Ивонн видит, как та отправляется куда-то вместе с Джеком на автомобиле. Когда Ивонн в нарушение обычного распорядка вовремя не возвращается домой, взволнованная сестра приходит к Карлу, который в тот момент встречается с Джойс, однако учёный лишь успокаивает её и советует не торопиться обращаться в полицию. Между тем во время романтического свидания с поцелуями и объяснением в любви Джек делает Ивонн предложение, после чего ему удаётся выяснить у неё, где проводятся испытания разработанного Карлом секретного оборудования. Поняв, что Джек использовал её для получения этой информации, Ивонн пытается бежать, но Джек убивает её тремя выстрелами в спину. На следующее утро на ферме Дюбуа Джек сообщает Виктору место проведения испытаний, после чего просит с ним расплатиться, говоря, что собирается увезти Ивонн в Лос-Анджелес. После обнаружения тела Ивонн, сестра сообщает полицейским модель и цвет машины, на которой она уехала вместе с Джеком, а также составляет его фоторобот. В одном из салонов проката людям Ледюка удаётся найти соответствующую описанию машину и снять с руля отпечатки пальцев. Ледюк обращается с просьбой к ФБР о проверке отпечатков по их базе, выясняя, что они принадлежат Джеку, который когда-то входил в банду Виктора. По фотографии из криминального досье сестра подтверждает, что Ивонн уехала именно с Джеком. В загородном клубе Карл объясняется в любви к Джойс, и она отвечает ему взаимностью. В этот момент появляется Ледюк, который рассказывает Карлу об убийстве Ивонн, замечая, как нервно реагирует на эту новость Джойс. Понимая, что все три убийства так или иначе связаны с Карлом, Ледюк приставляет к учёному постоянную охрану. Тем же днём, когда Виктор и Хартман из газет узнают об убийстве секретарши Карла, Виктор заверяет Хартмана, что он позаботится о Джеке до того, как того успеет допросить полиция. Вечером Морро по указанию Виктора звонит в Лос-Анджелес, и в тот же день киллер убивает Джека. Когда Ледюк узнаёт об этом убийстве, он подозревает, что это может быть делом рук Виктора, который заметает следы. Инспектор запрашивает сведения обо всех телефонных звонках в Лос-Анджелес этим вечером, выясняя бар, из которого мог быть сделан звонок киллеру. Находя тех, кто был в клубе прошлым вечером, детективы получают описание звонившего. Вечером в баре они провоцируют с ним драку, после которой полиция задерживает его. По полученным отпечаткам пальцев и фотографии они устанавливают, что звонившим был Морро, направляя за ним слежку.
Люди Ледюка также устанавливают, что у фермера Дюбуа проживает беженец из Лиссабона, подозревая, что это может быть Виктор. Слежка за Морро приводит людей Ледюка на ферму Дюбуа, однако, почувствовав опасность, Виктор приказывает Нику и Морро немедленно скрыться в городе, а сам незаметно уезжает к Хартману. Ледюк деликатно расспрашивает Карла о его отношениях с Джойс, который сообщает, что она приехала в гости к своему дяде Эрику Хартману. Тем временем в доме Хартмана Джойс пишет Ледюку письмо. В этот момент в комнату заходит Виктор, замечая письмо, и приказывает Джойс заманить Карла в дом. Джойс по телефону сообщает Карлу, что сегодня днём улетает домой, и Карл вызывается проводить её в аэропорт. Приехав за ней в дом Хартмана, Карл выпивает предложенный ему хозяином бокал вина, после чего теряет сознание. Виктор расплачивается с Джойс, но перед её уходом требует отдать ему письмо, которое читает, а затем забирает себе. Затем Хартманы незаметно перевозят Карла и Джойс на арендованный ими корабль, который должен отплыть в Европу. Когда слежка упускает Карла, Ледюк понимает, что единственный способ найти учёного — это проследить за оборудованием, которое должен захватить Виктор и его люди. Под видом рабочих Ледюк вместе с констеблем выезжает с завода на закрытом грузовике, оснащённом специальной радиосвязью, предполагая, что в пути на них будет совершенно нападение банды Виктора. Остановив грузовик на безлюдном участке дороги, Виктор, Ник и Морри похищают его, запирая Ледюка и констебля в багажном отделении. После того, как грузовик помещают в грузовой отсек корабля, Ледюку и констеблю удаётся выбираться наружу, чтобы срочно вызвать поддержку и остановить отплытие корабля, однако из-за разрядившейся батареи в штабе операции их не слышат. В этот момент в грузовом отсеке появляется посланный Виктором Ник, который убивает констебля и уводит Ледюка. В кают-компании Виктор заявляет Хартману, что доставил ему учёного и оборудование и теперь просит с ним рассчитаться. Вскоре Ник и Морро приводят Ледюка, который требует от капитана немедленно арестовать обоих за убийство констебля. Чтобы заставить капитана молчать, Хартман приглашает его в соседнюю каюту, где выплачивает ему повышенный гонорар. Оставшись с Виктором и его людьми наедине, Ледюк пытается спровоцировать их на конфликт с Хартманом, однако когда Хартман выплачивает Виктору его гонорар и покрывает все расходы, тот теряет интерес к словам Ледюка. В момент, когда корабль отчаливает, Виктор и его люди требуют, чтобы им дали возможность сойти на берег, однако Хартман не отпускает их. Когда Виктор уходит к капитану, чтобы задержать отплытие корабля, Ледюк пытается выяснить, на кого Хартман работает и что собирается делать с похищенным оборудованием. Тот не отвечает ничего конкретного, замечая лишь, что догадался о том, что на грузовике находится фальшивое оборудование, тем не менее, главной его целью был сам Карл, и он заполучил его. Угрожая капитану оружием, Виктор требует дать ему и его людям возможность покинуть корабль, однако его разоружают вооружённые матросы, отводя в кают-компанию. Оставшись с Виктором и его людьми наедине, Ледюк заявляет, что все его прежние преступления кажутся мелочью по сравнению с тем, что он совершил, похитив Карла, далее убеждая гангстера «хотя бы раз сделать что-нибудь достойное» для своей страны. Виктор соглашается помочь Ледюку добраться до радио в грузовике, чтобы вызвать морской патруль. Ледюк, Виктор и его люди выходят на палубу, вступая в схватку с вооружённой командой корабля. Ник с помощью прожектора пытается ослепить стреляющих, однако Хартман убивает его и выстрелом разбивает прожектор. Тем временем Ледюк успевает спуститься в грузовой отсек. Добравшись до грузовика, инспектор пытается подключить радио к двигателю автомобиля, однако Хартман кричит ему, что уже уничтожил его радио, после чего даёт указание задраить грузовой отсек. Однако Ледюк успевает выпустить сигнальную ракету, вызывая морской патруль. Хартман кричит инспектору, что вызвав морской патруль, тот подписал Карлу смертный приговор, так как если Хартман не сможет вывести учёного, то будет вынужден убить его. Когда Хартман направляется к каюте Карла, Виктор решает остановить его. Он даёт Морри пачку денег и выталкивает его за борт, спасая ему таким образом жизнь, а сам направляется вслед за Хартманом. Хартман просит Карла выйти из каюты и последовать за ним, но Джойс, чувствуя смертельную опасность, умоляет учёного остаться. Однако Карл, решая таким образом спасти жизнь Джойс, выполняет требование Хартмана и выходит в коридор. При выходе на палубу Карл видит спрятавшегося за дверью Виктора. Учёный быстро прячется за стену в то время, как Виктор выходит в коридор и стреляет в Хартмана, убивая его, при этом сам получает ответным выстрелом смертельное ранение. Перед смертью Виктор передаёт Ледюку письмо Джойс, тем самым снимая с неё возможные обвинения, и просит захоронить его прах на американской земле. Ледюк обещает исполнить его последнюю волю, после чего говорит Джойс и Карлу, что Виктор умер как герой.

## В ролях
- Эдвард Г. Робинсон — инспектор Ледюк
- Джордж Рафт — Джо Виктор
- Одри Тоттер — Джойс
- Питер ван Эйк — Хартман
- Джордж Доленц — Карл Маклин
- Питер Хансен — Фред

## Создатели фильма и исполнители главных ролей
Как пишет историк кино Стюарт Гэлбрейт, «крутые парни этого фильма Эдвард Г. Робинсон и Джордж Рафт когда-то были большими звёздами на Warner Bros., но к середине 1950-х годов для них наступили тяжёлые времена». Так, от Рафта, который «умел произвести впечатление, но при этом был известен как деревянный актёр, удача отвернулась, когда вышли из моды гангстерские фильмы того типа, которые были популярны в 1930-е годы, и потом недолго в конце 1940-х годов». В какой-то момент дела у Рафта шли «настолько плохо, что он даже был вынужден работать зазывалой в гаванском казино».
По словам Гэлбрейта, «Робинсон был ещё более крупной звездой, однако его карьере был нанесён серьёзный ущерб, когда актёра на протяжении 1950—1954 годов четырежды вызвали для дачи показаний на слушания Комитета Конгресса США по расследованию антиамериканской деятельности. Каждый раз на слушаниях ему приходилось отрекаться от связей с левыми организациями, к которым когда-то принадлежал (хотя по неизвестной причине его не просили называть имена)». Как далее пишет Гэлбрейт, «несмотря на сотрудничество Робинсона в ходе слушаний, большие студии проявляли в отношении него осторожность». В этот период он снялся в единственном крупном фильме «Игрок большой лиги» (1953) на студии Metro-Goldwyn-Mayer, однако картина не имела коммерческого успеха. Робинсону приходилось играть в сравнительно низкобюджетных картинах не самого крупного дистрибутора United Artists. Однако вскоре после «Пули для Джои» известный своими «антикоммунистическими взглядами продюсер и режиссёр Сесил Б. Де Милль неожиданно дал Робинсону главную роль в фильме „Десять заповедей“ (1956), что помогло актёру восстановить свою репутацию». Историк кино Роджер Фристоу также отмечает, что «в начале 1950-х годов Робинсон лично столкнулся с Красной угрозой, когда журналисты начали намекать на то, что он либо коммунист, либо им симпатизирует». В период антикоммунистической охоты на ведьм имя Робинсона было включено в опубликованный список Red Channels как человека, связанного с 11 предполагаемыми коммунистическими агентами. Как пишет Фристоу, чтобы снять с себя подозрения и очистить своё имя, Робинсон несколько раз выступал в Комитете по расследованию антиамериканской деятельности, и в конце концов, Комитет вынес следующий вердикт: «Согласно материалам, собранным настоящим Комитетом, вы хороший, лояльный и глубоко патриотичный американский гражданин». Но, как пишет Фристоу, «в пропитанном паранойей Голливуде ущерб карьере Робинсона уже был нанесён». Он перестал получать предложения от крупных студий, и в итоге был вынужден сниматься в европейских фильмах, а также играть на Бродвее. В конце концов, он смог восстановить свою голливудскую карьеру с такими фильмами, как «Отряд греха» (1953), «Жестокие люди» (1955) и «Пуля для Джои».
Робинсон и Рафт, которых в своей рецензии на фильм журнал Variety назвал «ветеранами, которые умели достоверно представить беспредел, убийство и другие разнообразные преступления», ранее играли вместе лишь однажды — в мелодраме Рауля Уолша «Мужская сила» (1941), где их партнёршей была Марлен Дитрих.
Как пишет Гэлбрейт, «помимо Робинсона и Рафта в работе над фильмом заняты другие талантливые кинематографисты, что давало надежду на то, что фильм будет намного лучше, чем он в итоге получился». В частности, режиссёр Льюис Аллен зарекомендовал себя с лучшей стороны по фильмам «Незваные» (1944) и «Свидание с опасностью» (1951), на счету сценариста Дэниела Мэйнверинга такие признанные фильмы, как «Из прошлого» (1947), «Автостопщик» (1953) и «Вторжение похитителей тел» (1956), другой сценарист фильма А. И. Безеридис известен по классическим фильмам нуар «Воровское шоссе» (1949) и «Целуй меня насмерть» (1955), а «одна из выдающихся роковых женщин фильма нуар Одри Тоттер» сыграла в таких признанных фильмах жанра, как «Почтальон всегда звонит дважды» (1946), «Леди в озере» (1947) и «Подстава» (1949).

## История создания фильма
Как пишет историк кино Деннис Шварц, фильм основан на истории Джеймса Бенсона Набло, по которой Джеффри Хоумс (псевдоним Дэниела Мэйнвэринга) и А. И. Безеридис написали сценарий. В свою очередь, по словам Гэлбрейта, в основу истории Набло положен рассказ Стивена Бротта «Великая охота на человека в Канаде», который был опубликован в журнале Coronet.
Согласно информации «Голливуд репортер» от сентября 1954 года, продюсер фильма Дэвид Даймонд предложил писателю Джеймсу Бенсону Набло написать киносценарий на основе рассказа Бротта. Однако в декабре «Голливуд репортер» пригласил Джеффри Хоумса для написания сценария, а Набло получил от студии денежную компенсацию за свою работу.
Как сообщалось в «Голливуд репортер» от 18 ноября 1954 года, 100%-ное финансирование производства фильма продюсерам Дэвиду Даймонду и Сэмюэлу Бисхоффу обеспечила компания United Artists, которая стала его дистрибутором.
Рабочими названиями этого фильма были «Великая охота на человека в Канаде» и «Убийство».
Как отмечает Гэлбрейт, «по непонятной причине действие фильма, как и рассказа Бротта, происходит в Монреале». Однако «Монреаль играет незначительную роль в картине, и за исключением нескольких второстепенных кадров, фильм практически целиком снимался в Лос-Анджелесе и его окрестностях». «Голливуд репортер» от ноября 1954 года также отметил, что на натуре в Монреале снимались только некоторые фоновые сцены.
Как пишет Фристоу, главную женскую роль в этом фильме играет Одри Тоттер, которая впоследствии вспоминала, что как Робинсон, так и Рафт предупреждали её о том, что другой наверняка будет делать ей любовные пассы: «Эдди Робинсон сказал мне быть осторожным с Джорджем Рафтом, а Джордж Рафт говорил мне следить за Эдди Робинсоном. Однако ни тот, ни другой никаких пассов мне не делали, и потому мне показалось это смешным». Тоттер, которая незадолго до того родила, одевала на время съёмок специальный металлический корсет. В сцене, где она обнималась с Рафтом, звукоинженер пожаловался на «звонкий шум». Как рассказывала Тоттер, в этот момент Рафт спросил её: «У тебя что, стальной корсет?». Когда она ответила утвердительно, он признался: «У меня тоже».

## Оценка фильма критикой

### Общая оценка фильма
При оценке фильма кинообозреватель Босли Краузер в «Нью-Йорк Таймс» иронично воспринял содержание картины, сосредоточив внимание на игре двух её звёзд, ставших знаменитыми благодаря ролям в гангстерских фильмах 1930-х годов, а также на их персонажах. Как пишет Краузер, такие роли, как «Рафт и Робинсон могут сыграть подобные роли с закрытыми глазами, и иногда именно так они и поступают». Как отмечает далее обозреватель: «Не забывайте, что Робинсон — это человек старой закваски. Оставшись на мгновение наедине с мистером Рафтом, он прямо спрашивает его, хочет ли тот предать свою страну иностранной державе? Хочет ли тот принести гибель и разрушения? После чего грубо рычит на гангстера: „Почему бы тебе не сделать что-нибудь благородное ради разнообразия?“. И после этих слов, у мистера Рафта, также человека старой закваски, наступает просветление. Он приступает к стандартным для себя действиям — расстреливает врагов из „иностранной державы“ и устраивает освобождение учёного и мистера Робинсона, при этом его самого убивают, и он умирает как герой». Далее Краузер восклицает: «Видали? Вот такие они, наши парни! Возраст не может заставить увянуть или зачерстветь Эдварда Г. Робинсона и Джорджа Рафта в их бесконечном однообразии».
Современные критики обратили основное внимание на историческую эпоху Холодной войны, в которую снимался этот фильм, невысоко оценив художественные качества картины. В частности, современный киновед Деннис Шварц назвал картину «безжизненным криминальным триллером о „красной угрозе“ 1950-х годов, который рутинно поставил Льюис Аллен». Киновед пишет, что эта «неправдоподобная и скучная история, действие которой происходит в Монреале, рассказывает о коммунистических шпионах, которые пытаются похитить физика-атомщика, чтобы завладеть его новым смертельным устройством». Историк кино Крейг Батлер был удручён тем, что «фильм с Робинсоном, Тоттер и Рафтом может быть настолько плохим, как этот», но, по его словам, «к сожалению, так оно и есть. И за это надо винить, прежде всего, время: Красная угроза 1950-х подтолкнула студии к созданию нескольких отвратительных антикоммунистических фильмов, и это один из них». По мнению Майкла Кини, «фильм медленный, но Робинсон и Рафт доставляют удовольствие, а Тоттер хорошо играет героиню, которую принуждают предстать в качестве роковой женщины».
По мнению Гэлбрейта, «как кино „Пуля для Джои“ не представляет собой ничего особенного. Но для киноманов, его жанр, сочетающий фильм нуар с антикоммунистической тематикой 1950-х годов и гангстерскими мелодрамами Warner Bros. 1930-х годов с основными „крутыми парнями“ экрана в главных ролях создаёт занимательную, но глубоко разочаровывающую смесь». Как далее отмечает киновед, «несмотря на многообещающий актёрский состав, и интересную завязку, разрозненные элементы фильма не клеятся между собой. Рафт и его разношёрстная команда так и остаются в старом американском кино, в то время, как Робинсон успешно переходит в послевоенное время. Тонкое тело Рафта, который когда-то был танцором, к этому времени осталось в далёком прошлом, и гардероб нелестно подчёркивает его грушевидную пухлость». В итоге, по мнению Гэлбрейта, «фильм выглядит так, как будто сделан быстро и на скорую руку, что, возможно, стало результатом того, что слишком значительная часть бюджета ушла на оплату артистов с громкими именами. Внешне такой фильм не мог бы стоить больше 400 тысяч долларов».

### Оценка работы режиссёра и творческой группы
Как заметил Роджер Фристоу, «в атмосфере свирепствующего страха коммунизма, голливудские сценарии 1950-х годов часто были посвящены теме советских заговоров по подрыву американского образа жизни», и это один из них.
Батлер отмечает, что «сценаристы А. И. Безеридис и Дэниел Мэйнвэринг доказали ранее (и будут доказывать и в дальнейшем), что они являются более чем способными авторами». И тем не менее, в данном случае «они сочинили несуразный сюжет, люди в котором выглядят как одномерные карикатуры, отяготили его неубедительным диалогом и поверх всего, помогают неуклюжим идеологическим посланиям, которые просто смехотворны». При этом, «безжизненная постановка Льюиса Аллена ни на йоту не помогает фильму, хотя оператору Гарри Нойманну, когда ему предоставляется хотя бы полшанса, удаётся сделать несколько новаторских кадров».

### Оценка актёрской игры
По мнению Батлера, Робинсон, Рафт и Тоттер «работают очень старательно, и конечно у каждого из них есть удачные моменты, которые доставят наслаждение публике, однако они не могут спасти фильм. Они хороши, но материал тянет их ко дну». Гэлбрейт также относит актёрскую игру к сильным сторонам картины. По его мнению, «Робинсон, почти как всегда, отличен, прекрасно играя в сдержанной манере своего неброского инспектора полиции, хотя его здесь, пожалуй, недостаточно. Зато слишком много Рафта, у персонажа которого нет проблем с убийством случайных свидетелей, но который невероятным образом преображается, когда угрозе подвергается демократия. Тони Герри также очень хороша в роли Ивонн, старой девы, но умной женщины, которая быстро понимает, что Майк просто ей манипулирует. Её убийство в середине фильма является особенно жестоким и шокирующим».